# آی‌اف‌آی

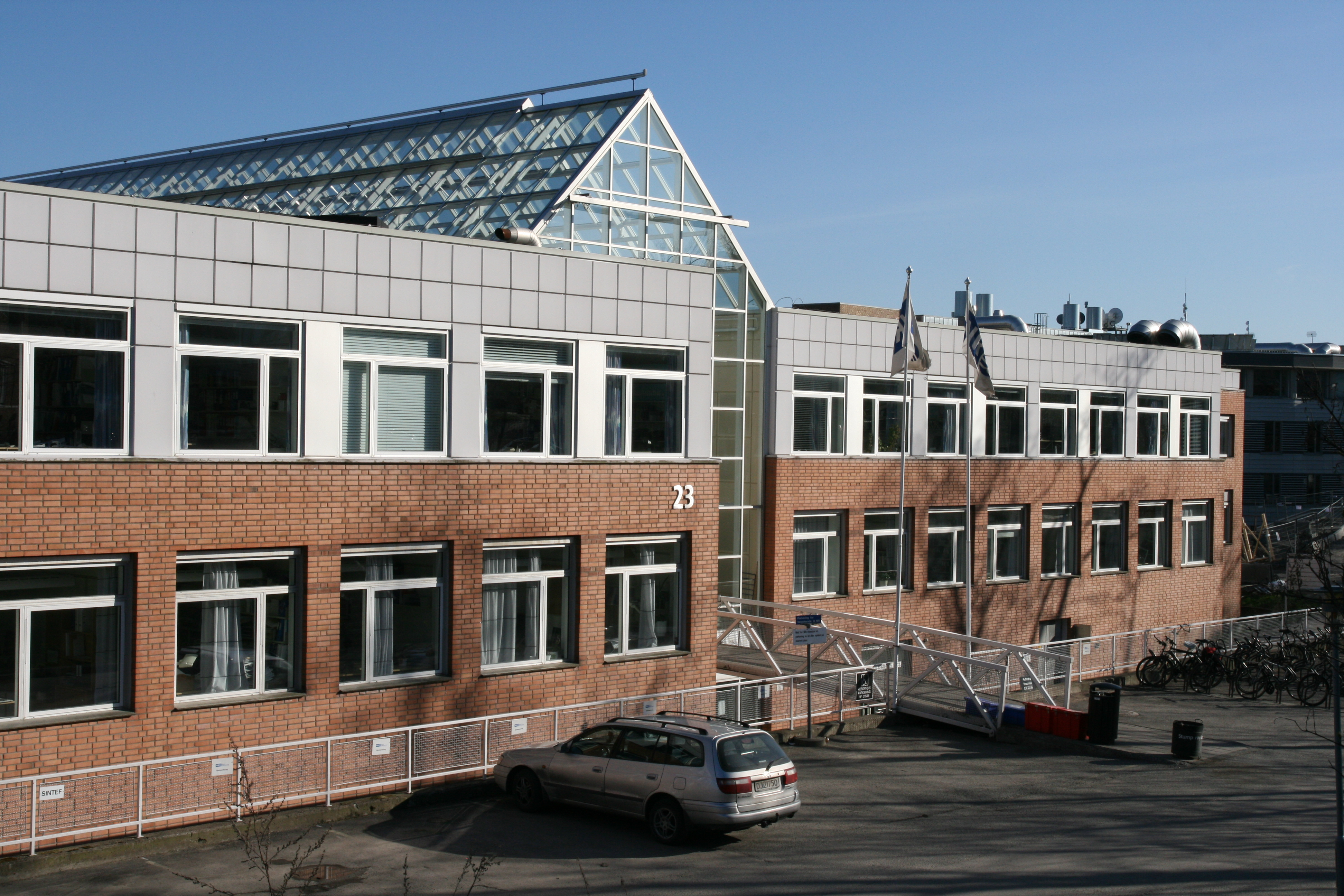

موسسه آموزش انفورماتیک دانشگاه اسلو آی اف آی (IFI) نام دارد و مخفف Institutt For Informatikk می باشد. آی اف آی یا ایفی (با تلفظ زبان نروژی) دارای رشته‌های گوناگون برنامه‌نویسی، شبکه، نانو الکترونیک، و روبوتیک می‌باشد و به همراه دانشگاه اسلو همیشه در بین ده دانشگاه برتر اروپا قرار دارد.

## منبع
- https://no.wikipedia.org/wiki/Institutt_for_informatikk_(UiO)
- http://www.uio.no/
- http://www.mn.uio.no/ifi/